# Фея важкої атлетики Кім Бок Чжу
Фея важкої атлетики Кім Бок Чжу (кор. 역도요정 김복주, Yeokdo-yojeong Gim Bok-ju) — південнокорейська спортивна драма від MBC з Лі Сон Ґьон у головній ролі. Це історія 20-річної атлетки університету, яка змагатиметься за медалі і своє перше кохання. Виходить на каналі MBC щосереди та щочетверга о 22:00 (KST) починаючи з 16 листопада 2016.
На головні ролі затверджено Лі Сон Ґьон («Сир у мишоловці») і Нам Чжу Хьок («Багряні серця», «Школа 2015»). Для Лі Сон Ґьон це перша головна роль у дорамі, для якої вона повністю змінила імідж.

## Опис
Кім Бок Чжу (Лі Сон Ґьон) — сильна дівчина, яка тільки й знає, як все життя тягати штангу, і не терпить несправедливості. Проте, з хлопцями вона сором'язлива й незграбна. Нам Чжу Хьок зіграє плавця і бабія, якому завдано серйозного удару по його спортивній кар'єрі.

## В ролях
- Лі Сон Ґьон — Кім Бок Чжу[2]
- Нам Чу Хьок — Чон Чжун Хьон[3]